# Puerto de Marsa Brega
Marsa Brega (en árabe : مرسى البريقة Marsa al Burayqah), también conocida como Marsa El Brega o Brega, se encuentra en el punto más meridional del golfo de Sirte, en Libia. Está ubicada en el antiguo Distrito de Ajdabiya, que en 2007 se fusionó con el distrito de Al Wahat.
Durante las protestas de 2011, la ciudad cayó bajo el control de la oposición y el gobierno democrático de Libia. Las fuerzas de Gadafi trataron de capturar la ciudad el 2 de marzo, pero fueron repelidos por la oposición. 

## Ciudad
El asentamiento cercano se conoce como Al Burayqah o Brega.
La ciudad fue construida con piezas de hormigón prefabricado y fue diseñada por el arquitecto y urbanista griego Konstantinos Apostolos Doxiadis.  La ciudad no es muy grande y tiene unos 7 000 habitantes.

## Historia
Marsa Brega fue el lugar de una batalla clave para el Afrika Korps (AK) durante la Segunda Guerra Mundial. La conquista de la ciudad permitió el ataque de la fortaleza de Tobruk.
El 13 de enero de 2000, una aeronave Shorts 360 arrendada por la Compañía Petrolera de Sirte se estrelló a 13 millas de la costa, ocasionando 22 muertes. El accidente se cree que se produjo debido a que los motores del avión se inundaron por el derretimiento de hielo, tras el fallo del sistema de protección de hielo de la aeronave.

## Economía

### Industria
La ciudad es sede de una refinería de petróleo que pertenece a Sirte Oil Company, que es una filial de la estatal National Oil Corporation (NOC). Durante los años 1960 y 1970 se puso en marcha en colaboración con la empresa internacional de petróleo Esso. A principios de los años 1980, Esso dejó el control total a Sirte Oil Company.
Brega es el punto de partida del gasoducto Brega-Khoms Intisar, 670 km (420 millas).

## Transporte

### Aeropuerto
El Aeropuerto de Marsa Brega tiene vuelos diarios a Trípoli.

## Batalla de Brega
Las batallas de Brega fueron una serie de escaramuzas durante el levantamiento de 2011 de Libia.